# گوشن (ویرجینیای غربی)
گوشن (به انگلیسی: Goshen) یک منطقهٔ مسکونی در ایالات متحده آمریکا است که در شهرستان آپشور، ویرجینیای غربی واقع شده‌است. گوشن ۷۳۷٫۹۳ متر بالاتر از سطح دریا واقع شده‌است.